# Oreopsyche atrella
Oreopsyche atrella är en fjärilsart som beskrevs av Johann Wilhelm Meigen 1830. Oreopsyche atrella ingår i släktet Oreopsyche och familjen säckspinnare. Inga underarter finns listade i Catalogue of Life.